# Grand Prix Kanady 2015
Grand Prix Kanady 2015 (oficiálně Formula 1 Grand Prix du Canada 2015) se jela na okruhu Circuit Gilles Villeneuve v Montréalu v Kanadě dne 7. června 2015. Závod byl sedmým v pořadí v sezóně 2015 šampionátu Formule 1.

## Kvalifikace
| Poř.                       | No. | Jezdec           | Konstruktér             | Časy v kvalifikaci | Časy v kvalifikaci | Časy v kvalifikaci | Pořadí na startu |
| Poř.                       | No. | Jezdec           | Konstruktér             | Q1                 | Q2                 | Q3                 | Pořadí na startu |
| -------------------------- | --- | ---------------- | ----------------------- | ------------------ | ------------------ | ------------------ | ---------------- |
| 1                          | 44  | Lewis Hamilton   | Mercedes                | 1:15.895           | 1:14.661           | 1:14.393           | 1                |
| 2                          | 6   | Nico Rosberg     | Mercedes                | 1:15.893           | 1:14.673           | 1:14.702           | 2                |
| 3                          | 7   | Kimi Räikkönen   | Ferrari                 | 1:16.259           | 1:15.348           | 1:15.014           | 3                |
| 4                          | 77  | Valtteri Bottas  | Williams-Mercedes       | 1:16.552           | 1:15.506           | 1:15.102           | 4                |
| 5                          | 8   | Romain Grosjean  | Lotus-Mercedes          | 1:15.833           | 1:15.187           | 1:15.194           | 5                |
| 6                          | 13  | Pastor Maldonado | Lotus-Mercedes          | 1:16.098           | 1:15.622           | 1:15.329           | 6                |
| 7                          | 27  | Nico Hülkenberg  | Force India-Mercedes    | 1:16.186           | 1:15.706           | 1:15.614           | 7                |
| 8                          | 26  | Daniil Kvjat     | Red Bull Racing-Renault | 1:16.415           | 1:15.891           | 1:16.079           | 8                |
| 9                          | 3   | Daniel Ricciardo | Red Bull Racing-Renault | 1:16.410           | 1:16.006           | 1:16.114           | 9                |
| 10                         | 11  | Sergio Pérez     | Force India-Mercedes    | 1:16.827           | 1:15.974           | 1:16.338           | 10               |
| 11                         | 55  | Carlos Sainz Jr. | Toro Rosso-Renault      | 1:16.611           | 1:16.042           |                    | 11               |
| 12                         | 33  | Max Verstappen   | Toro Rosso-Renault      | 1:16.361           | 1:16.245           |                    | 19               |
| 13                         | 9   | Marcus Ericsson  | Sauber-Ferrari          | 1:16.796           | 1:16.262           |                    | 12               |
| 14                         | 14  | Fernando Alonso  | McLaren-Honda           | 1:17.012           | 1:16.276           |                    | 13               |
| 15                         | 12  | Felipe Nasr      | Sauber-Ferrari          | 1:16.968           | 1:16.620           |                    | 14               |
| 16                         | 5   | Sebastian Vettel | Ferrari                 | 1:17.344           |                    |                    | 18               |
| 17                         | 19  | Felipe Massa     | Williams-Mercedes       | 1:17.886           |                    |                    | 15               |
| 18                         | 98  | Roberto Merhi    | MRT-Ferrari             | 1:19.133           |                    |                    | 16               |
| 19                         | 28  | Will Stevens     | MRT-Ferrari             | 1:19.157           |                    |                    | 17               |
| 107% času vítěze: 1:21.141 |     |                  |                         |                    |                    |                    |                  |
| —                          | 22  | Jenson Button    | McLaren-Honda           | Bez času           |                    |                    | 20               |
| Zdroj:                     |     |                  |                         |                    |                    |                    |                  |

Poznámky
1. ↑  Max Verstappen obdržel trest posunu o 15 míst vzad - 5 míst za neplánovanou výměnu převodovky a 10 míst za překročení počtu povolených pohonných jednotek.
2. ↑  Sebastian Vettel obdržel trest posunu o 5 míst vzad za předjíždění pod červenými vlajkami během tréninku.
3. ↑  Jenson Button nezaznamenal čas, kterým by se kvalifikoval ve 107 % času vítěze. Start mu byl povolen sportovními komisaři. Zároveň obdržel trest posunu o 15 míst vzad za překročení počtu povolených pohonných jednotek.

## Závod
| Poř.   | No. | Jezdec           | Konstruktér             | Počet kol | Čas/Odstoupení | Pořadí na startu | Body |
| ------ | --- | ---------------- | ----------------------- | --------- | -------------- | ---------------- | ---- |
| 1      | 44  | Lewis Hamilton   | Mercedes                | 70        | 1:31:53.145    | 1                | 25   |
| 2      | 6   | Nico Rosberg     | Mercedes                | 70        | +2.285         | 2                | 18   |
| 3      | 77  | Valtteri Bottas  | Williams-Mercedes       | 70        | +40.666        | 4                | 15   |
| 4      | 7   | Kimi Räikkönen   | Ferrari                 | 70        | +45.625        | 3                | 12   |
| 5      | 5   | Sebastian Vettel | Ferrari                 | 70        | +49.903        | 18               | 10   |
| 6      | 19  | Felipe Massa     | Williams-Mercedes       | 70        | +56.381        | 15               | 8    |
| 7      | 13  | Pastor Maldonado | Lotus-Mercedes          | 70        | +1:06.664      | 6                | 6    |
| 8      | 27  | Nico Hülkenberg  | Force India-Mercedes    | 69        | +1 kolo        | 7                | 4    |
| 9      | 26  | Daniil Kvjat     | Red Bull Racing-Renault | 69        | +1 kolo        | 8                | 2    |
| 10     | 8   | Romain Grosjean  | Lotus-Mercedes          | 69        | +1 kolo        | 5                | 1    |
| 11     | 11  | Sergio Pérez     | Force India-Mercedes    | 69        | +1 kolo        | 10               |      |
| 12     | 55  | Carlos Sainz Jr. | Toro Rosso-Renault      | 69        | +1 kolo        | 11               |      |
| 13     | 3   | Daniel Ricciardo | Red Bull Racing-Renault | 69        | +1 kolo        | 9                |      |
| 14     | 9   | Marcus Ericsson  | Sauber-Ferrari          | 69        | +1 kolo        | 12               |      |
| 15     | 33  | Max Verstappen   | Toro Rosso-Renault      | 69        | +1 kolo        | 19               |      |
| 16     | 12  | Felipe Nasr      | Sauber-Ferrari          | 68        | +2 kola        | 14               |      |
| 17     | 28  | Will Stevens     | MRT-Ferrari             | 66        | +4 kola        | 17               |      |
| Ret    | 98  | Roberto Merhi    | MRT-Ferrari             | 57        | Hnací hřídel   | 16               |      |
| Ret    | 22  | Jenson Button    | McLaren-Honda           | 54        | Výfuk          | 20               |      |
| Ret    | 14  | Fernando Alonso  | McLaren-Honda           | 44        | Výfuk          | 13               |      |
| Zdroj: |     |                  |                         |           |                |                  |      |

## Průběžné pořadí po závodě
Pohár jezdců
|  | Pořadí | Jezdec           | Body |
|  | ------ | ---------------- | ---- |
|  | 1      | Lewis Hamilton   | 151  |
|  | 2      | Nico Rosberg     | 134  |
|  | 3      | Sebastian Vettel | 108  |
|  | 4      | Kimi Räikkönen   | 72   |
|  | 5      | Valtteri Bottas  | 57   |

Pohár konstruktérů
|   | Pořadí | Konstruktér             | Body |
| - | ------ | ----------------------- | ---- |
|   | 1      | Mercedes                | 285  |
|   | 2      | Ferrari                 | 180  |
|   | 3      | Williams-Mercedes       | 104  |
|   | 4      | Red Bull Racing-Renault | 54   |
| 2 | 5      | Lotus-Mercedes          | 23   |